# Dimineață

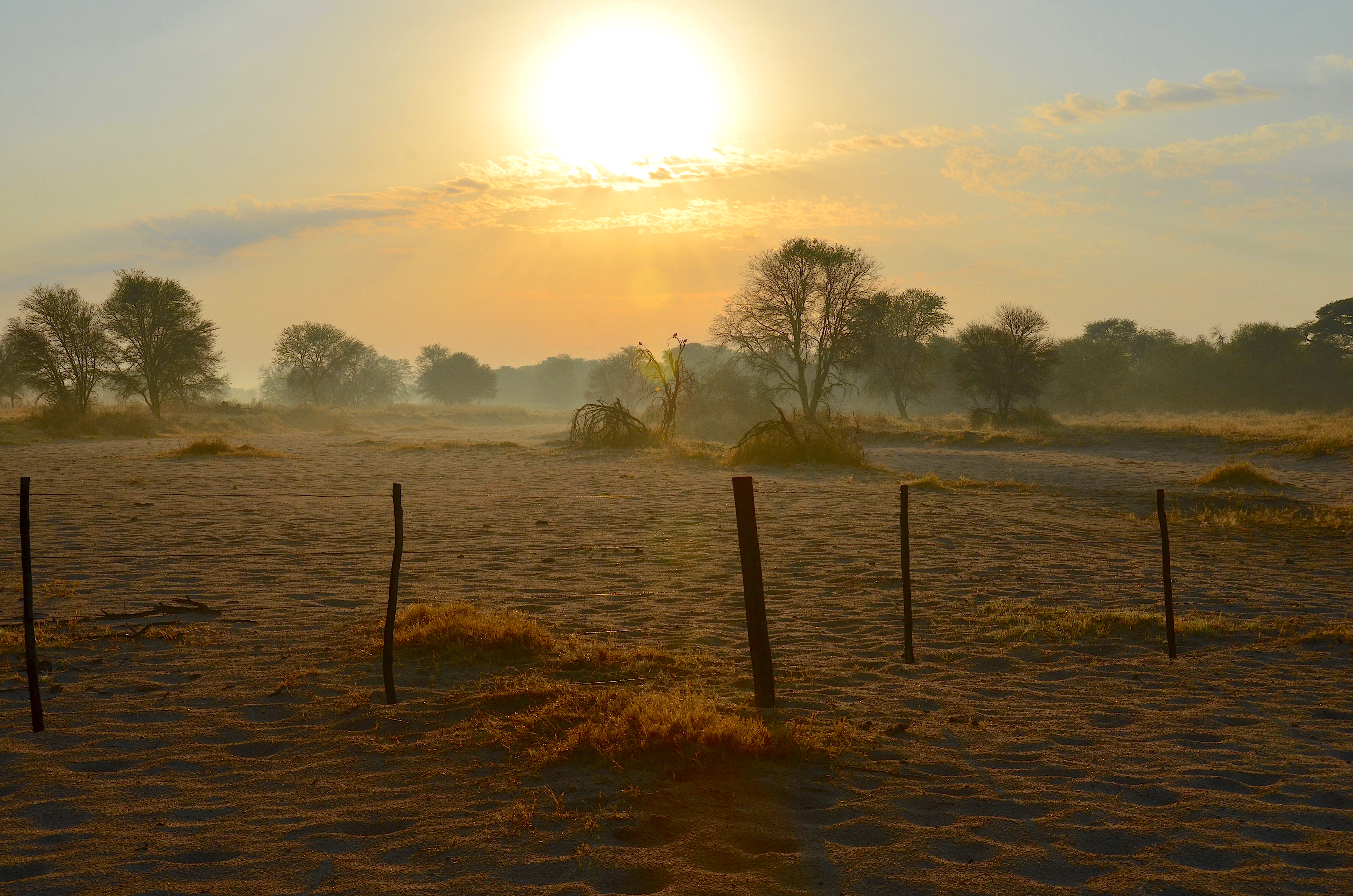
Dimineața la o fermă în Namibia, imediat după răsăritul soarelui

Dimineața este perioada de la răsărit până la amiază. Este precedată de perioada crepusculară a zorilor. Nu există ore exacte pentru momentul când începe dimineața (aspect valabil și pentru seara și noaptea), deoarece poate varia în funcție de stilul de viață, latitudinea și orele de lumină ale soarelui în fiecare perioadă a anului. Cu toate acestea, dimineața se termină strict la prânz, când începe după-amiaza.
Dimineața precede după-amiaza, seara și noaptea în secvențele unei zile. Inițial, termenul se referea la răsăritul soarelui.

## Semnificație

### Implicații culturale
Rugăciunea de dimineață este o practică comună în mai multe religii. Perioada de dimineață include faze specifice ale Liturghiei orelor în Creștinism.
Unele limbi care folosesc ora din zi în salut au o formă specifică pentru dimineața, cum ar fi bună dimineața. Momentul potrivit pentru a folosi astfel de salutări, cum ar fi dacă poate fi folosit între miezul nopții și zorii zilei, depinde de conceptul de dimineață al culturii sau al vorbitorului. Utilizarea salutului „bună dimineața” este ambiguă; de obicei depinde de momentul în care persoana s-a trezit. Ca regulă generală, salutul este folosit în mod normal de la ora 5:00 până pe la prânz.
Mulți oameni salută pe cineva cu prescurtatul „'neața” mai degrabă decât „bună dimineața”. Este folosit ca un salut, niciodată un rămas bun, spre deosebire de „noapte bună”, care este folosit și astfel.
Pentru unii, cuvântul dimineață se poate referi la perioada imediat ce urmează trezirii, indiferent de ora curentă a zilei. Acest sentiment modern al dimineții se datorează în mare parte răspândirii la nivel mondial a electricității și a independenței față de sursele de lumină naturală.

### Astronomie

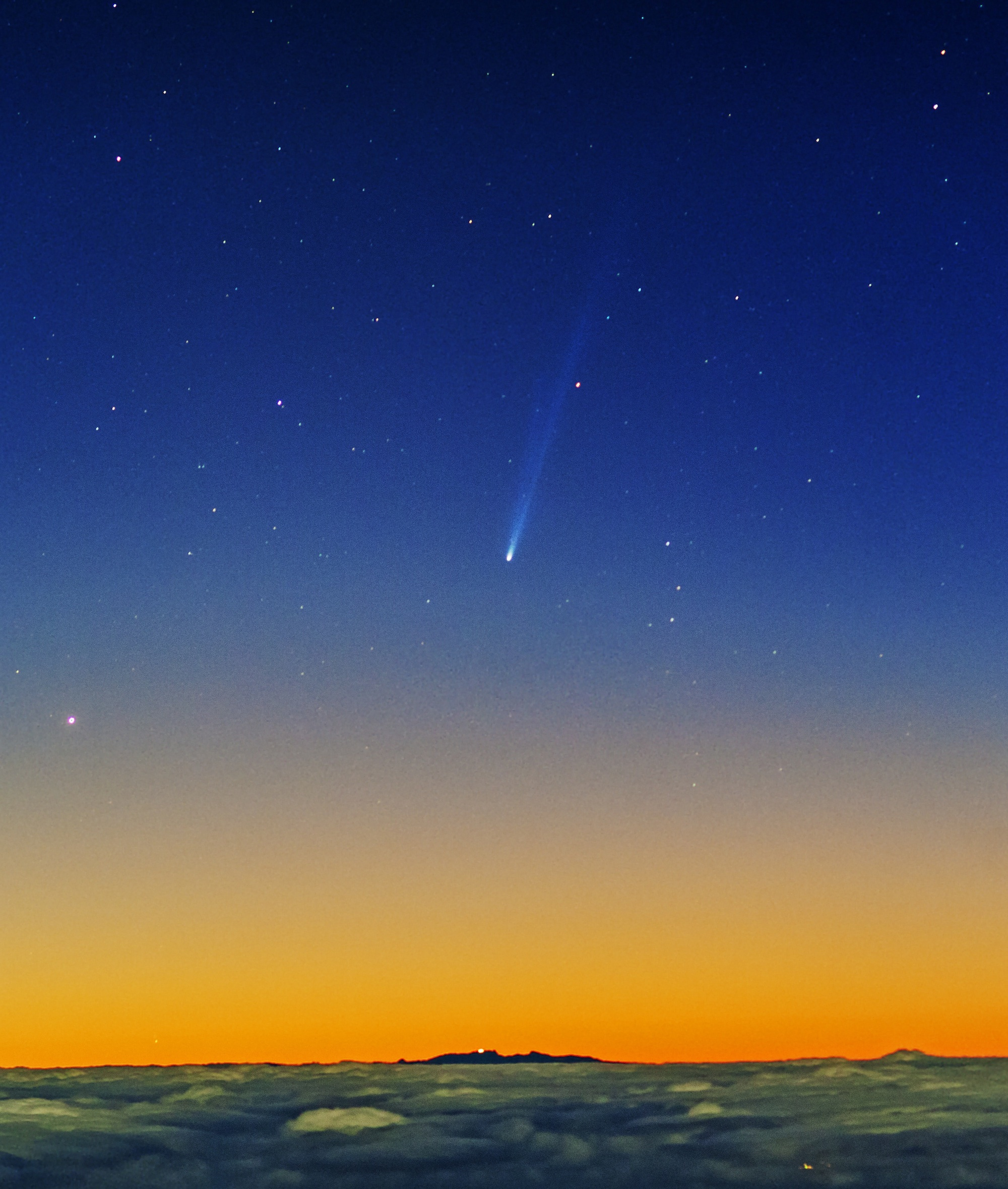
Cometa Ison în zori, cu Mercur în stânga

Când o stea apare pentru prima dată în est chiar înainte de răsăritul soarelui, se numește răsărit heliacal. În ciuda condițiilor de iluminare mai puțin favorabile pentru astronomia optică, zorii și dimineața pot fi utile pentru observarea obiectelor care orbitează aproape de Soare. Dimineața (dar și seara) servește ca perioadă optimă de timp pentru observarea planetelor interioare Venus și Mercur. Venus și, uneori, Mercur pot fi denumite stele de dimineață atunci când apar în est înainte de răsăritul soarelui. Este o perioadă propice pentru a căuta comete, deoarece cozile lor devin mai proeminente pe măsură ce aceste obiecte se apropie de Soare. Crepusculul de dimineață (și seară) este folosit pentru a căuta asteroizi din apropierea Pământului care trec în interiorul orbitei Pământului. La latitudinile cu zone temperate, diminețile din preajma echinocțiului de toamnă sunt o perioadă favorabilă pentru vizualizarea luminii zodiacale.

### Genetică
Pentru oameni, perioada de dimineață poate fi o perioadă de energie și productivitate sporite sau reduse. Capacitatea unei persoane de a se trezi eficient dimineața poate fi influențată de o genă numită „PER3”. Această genă apare în două forme, o variantă „lungă” și una „scurtă”. Se pare că afectează preferința persoanei pentru dimineața sau seara. Oamenii care poartă varianta lungă erau supranumiți ca oameni matinali, în timp ce cei care au varianta scurtă erau oameni cu preferințe vesperale. Persoanele matinale au mai multă energie, claritate mentală și capacitate mai ușoară de a planifica și a prioritiza dimineața.
Expunerea la lumina naturală de dimineață ajută la reglarea ritmului circadian și stimulează producerea de serotonină, care îmbunătățește starea de spirit. Studiile arată că exercițiile fizice făcute dimineața pot contribui la o mai bună performanță pe parcursul zilei, eliberând endorfine care cresc starea de energie și reduc stresul. 

### Ritmul biologic
Fiecare persoană are propriul ritm biologic, astfel că dimineața pentru unii poate să înceapă devreme, în jur de ora 5 sau 6, iar pentru alții mai târziu, între orele 8 și 9. Aceste diferențe țin de cronotipuri, adică de preferințele naturale pentru anumite ore de somn și trezire, cunoscute sub denumirile informale de „păsări de noapte” și „păsări de zi”.